# Prezydenci Iranu
W Iranie prezydent wybierany jest w wyborach powszechnych, jest szefem władzy wykonawczej i drugą osobą w państwie. Głową państwa jest Najwyższy Przywódca (nazywany też Najwyższym Prawnikiem Muzułmańskim).
| L.p. | Zdjęcie | Imię i nazwisko                           | Od                  | Do                  |
| ---- | ------- | ----------------------------------------- | ------------------- | ------------------- |
| 1.   |         | Abolhasan Banisadr (1933–2021)            | 4 lutego 1980       | 21 czerwca 1981     |
| –    |         | Mohammad Beheszti (1928–1981)             | 21 czerwca 1981     | 28 czerwca 1981†    |
| –    |         | Abdul-Karim Mousavi Ardebili (1926–2016)  | 28 czerwca 1981     | 2 sierpnia 1981     |
| 2.   |         | Mohammad Ali Radżai (1933–1981)           | 2 sierpnia 1981     | 30 sierpnia 1981†   |
| –    |         | Mohammad Reza Mahdawi Kani (1931–2014)    | 30 sierpnia 1981    | 2 października 1981 |
| 3.   |         | Ali Chamenei (1939–)                      | 2 października 1981 | 16 sierpnia 1989    |
| 4.   |         | Ali Akbar Haszemi Rafsandżani (1934–2017) | 16 sierpnia 1989    | 3 sierpnia 1997     |
| 5.   |         | Mohammad Chatami (1943–)                  | 3 sierpnia 1997     | 3 sierpnia 2005     |
| 6.   |         | Mahmud Ahmadineżad (1956–)                | 3 sierpnia 2005     | 3 sierpnia 2013     |
| 7.   |         | Hasan Rouhani (1948–)                     | 3 sierpnia 2013     | 3 sierpnia 2021     |
| 8.   |         | Ebrahim Ra’isi (1960–2024)                | 3 sierpnia 2021     | 19 maja 2024†       |
| –    |         | Mohammad Mochber (1955–)                  | 19 maja 2024        | 30 lipca 2024       |
| 9.   |         | Masud Pezeszkian (1954–)                  | 30 lipca 2024       | nadal               |